# Prometopus albistigma
Prometopus albistigma är en fjärilsart som beskrevs av Swinhoe 1904. Prometopus albistigma ingår i släktet Prometopus och familjen nattflyn. Inga underarter finns listade i Catalogue of Life.